# Панфилово (Алматинская область)
Панфилово (каз. Панфилово, до 1990-х годов — посёлок имени Панфилова) — село в Талгарском районе Алматинской области Казахстана. Административный центр Панфиловского сельского округа. Находится примерно в 14 км к северо-западу от города Талгар. Код КАТО — 196253100.

## Население
| Численность населения | Численность населения | Численность населения | Численность населения | Численность населения | Численность населения |
| 1959                  | 1970                  | 1979                  | 1989                  | 1999                  | 2009                  |
| --------------------- | --------------------- | --------------------- | --------------------- | --------------------- | --------------------- |
| 9208                  | ↘7073                 | ↘6944                 | ↗7721                 | ↘7402                 | ↗9434                 |

В 1999 году население села составляло 7402 человека (3432 мужчины и 3970 женщин). По данным переписи 2009 года в селе проживало 9575 человек (4518 мужчин и 5057 женщин).